# Stefan Kraft
Stefan Kraft (Schwarzach im Pongau, 1993. május 13. –) olimpiai bajnok, kétszeres világbajnok osztrák síugró, 2012 óta a Síugró-világkupa tagja. A 2016–2017-es síugró-világkupa győztese, a legnagyobb sírepülő ugrás birtokosa.

## Karrierje
Kiskora óta szerelmese volt a sportnak, először focizott, csak ezután váltott a síugrásra egyik barátja versenyét látva. Miután elvégezte az általános iskolát, egy síugrásra szakosodott gimnáziumba került, így nem csak a szabadidejében tudott gyakorolni.
2012-ben mutatkozott be a világkupán Bischofshofenben, de első teljes szezonos szerepléséig 2014-ig kellett várni. Ebben az évben többször is dobogóra állhatott, melyből 3 győzelem volt. Első győzelmét Oberstdorfban szerezte meg a négysáncverseny kereteként, melyet meglepetésre meg is tudott nyerni. A következő idény rosszul sikerült neki, de a 2016/17-es világkupa annál jobban. Szerzett néhány dobogót, de a négysáncversenyen nem jött ki a lépés. A második oberstdorfi hétvégén rátalált a formájára, mindkét sírepülő versenyt meg tudta nyerni. Innentől kezdve a szezon végéig egy verseny kivételével mindig dobogóra tudott állni, viszont mindig meg kellett küzdenie a szintén jó formát mutató Andreas Wellingerrel. A Raw Air sorozat közepén vette át a vezetést a világkupában Kamil Stoch-tól, majd meg is nyerte a verseny első kiírását. Az év utolsó két versenyét is megnyerte bebiztosítva így az összetettbeli győzelmét.
2017-ben Vikersundban miután az első sorozatban Robert Johansson megjavította Fannemel világrekordját, Kraft a második sorozatban az új rekordot is megjavítva, 253,5 méteres ugrásával immár övé lett a valaha volt legnagyobb szabályos síugrás. Ez már csak fél méterrel maradt el Dmitrij Vassziljev 254 méteres (de hibás) ugrásától. 

## Világkupa eredményei

### Szezon végi helyezései

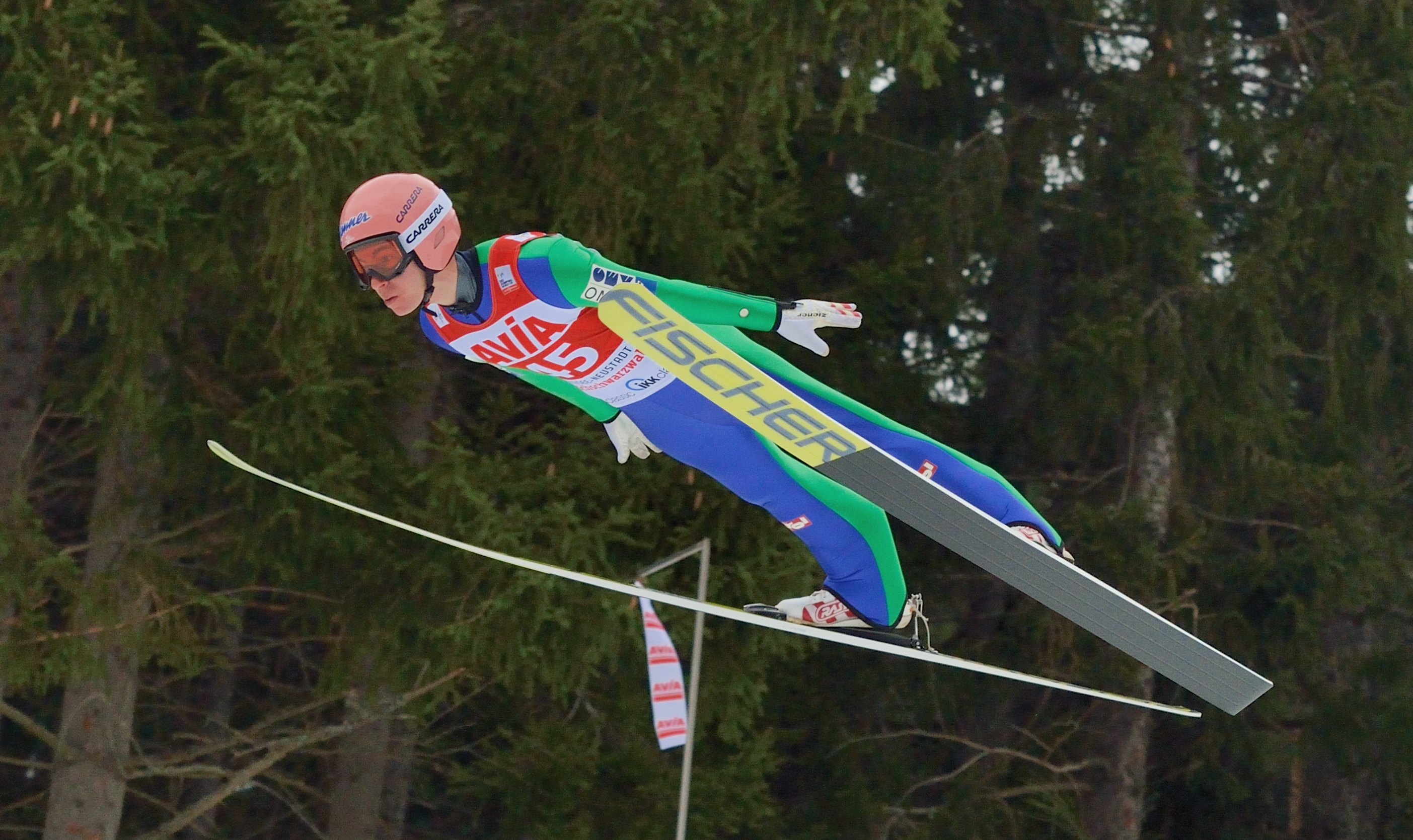
Kraft ugrás közben

| Szezon  | Összetett | Négysánc | Sírepülés | Willingen Five | Raw Air | Planica 7 | Titisee-Neustadt Five |
| ------- | --------- | -------- | --------- | -------------- | ------- | --------- | --------------------- |
| 2011/12 | –         | 67.      | –         |                |         |           |                       |
| 2012/13 | 31.       | 40.      | 32.       |                |         |           |                       |
| 2013/14 | 10.       | 27.      | 29.       |                |         |           |                       |
| 2014/15 | 3.        | 1.       | 7.        |                |         |           |                       |
| 2015/16 | 6.        | 5.       | 7.        |                |         |           |                       |
| 2016/17 | 1.        | 6.       | 1.        |                | 1.      |           |                       |
| 2017/18 | 4.        | 20.      | 4.        | —              | 4.      | 4.        |                       |
| 2018/19 | 2.        | 17.      | 8.        | 7.             | 2.      | 12.       |                       |
| 2019/20 | 1.        | 5.       | 1.        | 2.             | 8.      |           | 4.                    |

### Győzelmei
| #   | Szezon  | Dátum              | Helyszín        | Sánc                               |
| --- | ------- | ------------------ | --------------- | ---------------------------------- |
| 1.  | 2014/15 | 2014. december 29. | Oberstdorf      | Shattenbergschanze HS137           |
| 2.  | 2014/15 | 2015. január 15.   | Wisła           | Malinka HS134                      |
| 3.  | 2014/15 | 2015. március 8.   | Lahti           | Salpausselkä HS130                 |
| 4.  | 2015/16 | 2016. január 24.   | Zakopane        | Wielka Krokiew HS134               |
| 5.  | 2016/17 | 2016. december 30. | Oberstdorf      | Shattenbergschanze HS137           |
| 6.  | 2016/17 | 2017. február 4.   | Oberstdorf      | Heini-Klopfer-Skiflugschanze HS225 |
| 7.  | 2016/17 | 2017. február 5.   | Oberstdorf      | Heini-Klopfer-Skiflugschanze HS225 |
| 8.  | 2016/17 | 2017. február 15.  | Phjongcshang    | Alpensia HS140                     |
| 9.  | 2016/17 | 2017. március 12.  | Oslo            | Holmenkollbakken HS134             |
| 10. | 2016/17 | 2017. március 16.  | Trondheim       | Granåsen HS140                     |
| 11. | 2016/17 | 2017. március 24.  | Planica         | Letalnica bratov Gorišek           |
| 12. | 2016/17 | 2017. március 26.  | Planica         | Letalnica bratov Gorišek           |
| 13. | 2018/19 | 2019. január 20.   | Zakopane        | Wielka Krokiew HS140               |
| 14. | 2018/19 | 2019. január 26.   | Szapporo        | Ókurajama HS137                    |
| 15. | 2018/19 | 2019. január 27.   | Szapporo        | Ókurajama HS137                    |
| 16. | 2018/19 | 2019. március 12.  | Lillehammer     | Lysgårdsbakken HS140               |
| 17. | 2019/20 | 2019. december 8.  | Nyizsnyij Tagil | Tramplin Stork HS134               |
| 18. | 2019/20 | 2020. február 2.   | Szapporo        | Ókurajama HS137                    |
| 19. | 2019/20 | 2020. február 16.  | Tauplitz        | Kulm HS235 (sírepülés)             |
| 20. | 2019/20 | 2020. február 22.  | Râșnov          | Râșnov Ski Jump HS97 (normál sánc) |
| 21. | 2019/20 | 2020. február 28.  | Lahti           | Salpausselkä HS130                 |

## Fordítás
- Ez a szócikk részben vagy egészben  a   Stefan Kraft című angol Wikipédia-szócikk fordításán alapul.  Az eredeti cikk szerkesztőit annak laptörténete sorolja fel. Ez a jelzés csupán a megfogalmazás eredetét és a szerzői jogokat jelzi, nem szolgál a cikkben szereplő információk forrásmegjelöléseként.